# Henri Frédéric Sandoz
Pour les articles homonymes, voir Sandoz (homonymie).
Henri Frédéric Sandoz, né le 5 mars 1853 au Locle et mort le 18 mars 1913 à Tavannes, est un horloger, industriel et entrepreneur suisse qui a fondé la Tavannes Watch Co à Tavannes en 1895.

## Biographie
Issu de la branche noble des de Sandoz-Rollin, Henri Frédéric Sandoz est le fils de Frédéric Auguste, horloger, et de Séraphine Robert-Tissot. Il épouse Rachelle Estelle Sandoz. Ils ont eu trois filles et deux fils, Nelly (1876-1962), Julie (1882-1964), Rose (1886-1962), Charles (1879-1962) et Henri-Auguste (1878-1936).
Après un apprentissage d'emboîteur au Locle, il crée une fabrique d'ébauches en 1888 et commence la fabrication complète des montres à complications et à répétitions.

### Débuts à Tavannes et Tavannes Watch CO
À Tavannes, Henri Frédéric Sandoz aura la possibilité de mettre en œuvre ses idées entrepreneuriales. L'économie de Tavannes n'étant pas florissante, la bourgeoisie décide de construire une fabrique d'horlogerie.
Au mois de mars 1891, Henri Frédéric Sandoz arrive à Tavannes avec ses 60 ouvriers dans l'usine louée à 2 000 francs suisse annuel. Six mois plus tard, l'usine de Sandoz produisait 150 pièces compliqués par jour, comme des chronographes à répétition, par exemple.
Son association en 1894, avec les frères Schwob, lui permit d'acquérir l'usine. En 1913, la Tavannes Watch CO comptait près de 1000 ouvriers.

### Sa vie publique et les apports au village
En 20 ans, le village de Tavannes s'est fortement agrandi sous l'impulsion de la manufacture horlogère. La population a quadruplé et la valeur immobilière a décuplé.
Henri-Frédéric Sandoz a également créé une caisse de secours, puis une caisse de retraite pour ses ouvriers. Il fut également fondateur des écoles enfantine, secondaire et professionnelle. Sandoz a également été membre des autorités communales et des commissions des écoles.
Il décède le 20 mars 1913, à l'âge de 64 ans, à Tavannes.

### Aujourd'hui
À Tavannes, une rue est nommée en hommage à Henri Frédéric Sandoz.
Un rocher commémoratif avec son portrait se trouve devant l'usine, en hommage. De plus, les usines Tavannes Watch CO et Tavannes Machines sont toujours visibles dans le village.

## Source
- Christine Gagnebin-Diacon, « Sandoz, Henri Frédéric » dans le Dictionnaire historique de la Suisse en ligne, version du 19 janvier 2011.
- Site internet de la Commune de Tavannes

1. ↑  Rue H. F. Sandoz, Tavannes, sur Google Maps.